# Scopula pharaonis
Scopula pharaonis là một loài bướm đêm trong họ Geometridae.